# Homo erectus meganthropus
Homo erectus meganthropus is een uitgestorven ondersoort van de Homo erectus, waarvan skeletdelen (fragmenten van een grote kaak en schedeldak) in Sangiran, Midden-Java, gevonden zijn. Ondanks dat de oorspronkelijke wetenschappelijke naam Meganthropus palaeojavanicus onjuist is, wordt deze soms als informele bijnaam voor de fossielen gebruikt. Alhoewel er bij de taxonomische en fylogenetische bepaling nog onzekerheden bestaan, zijn de meeste paleontologen van mening dat de Meganthropus gerelateerd is aan de Homo erectus. Vanwege de vele onzekerheden gebruikt de wetenschap soms nog de begrippen Homo palaeojavanicus en zelfs Australopithecus palaeojavanicus. Verder wordt ook Homo erectus palaeojavanicus als begrip gebruikt.
Sommige van deze vondsten waren vergezeld van bewijs van het gebruik van gereedschap vergelijkbaar met dat van Homo erectus. Mede daarom wordt deze vroege mens gerekend tot de Homo erectus.
Naar een studie van Andrew Kramer uit 1994 kunnen de fossielen (alle uit Java) morfologisch toegewezen worden aan Homo erectus, en niet aan australopithecines. Volgens Donald Tyler is het onduidelijk of de Meganthropus wel een variant is van de Homo erectus. Hij heeft anatomische kenmerken vergelijkbaar met die van de Homo habilis. Over de taxonomische en fylogenetische status van de Meganthropus is er bij de wetenschap geen consensus. Hij kan als een chronosoort naast de Javamens hebben geleefd.

## Vondsten
De belangrijkste Meganthropus fossielen bestaan uit Sangiran 6 (de oorspronkelijke Meganthropus A), Sangiran 8 (Meganthropus B) en Sangiran 31. Deze laatste werd tot voor kort, samen met Sangiran 5 en Sangiran 9 beschouwd als mogelijke Aziatische australopithecines
Alle vondsten zijn onderkaken, met uitzondering van het vervormde schedelfragment Sangiran 31.